# McCoy McLemore
McCoy McLemore jr. (Houston, Texas, 3 de abril de 1942 - ibidem, 30 de abril de 2009) fue un jugador de baloncesto estadounidense que disputó ocho temporadas en la NBA. Con 2,00 metros de estatura, lo hacía en la posición de ala-pívot.

## Trayectoria deportiva

### Universidad
Tras dos años en el Junior College de Moberly Area, jugó durante otras dos temporadas con los Bulldogs de la Universidad de Drake, en las que promedió 14,2 puntos y 11,2 rebotes por partido. En ambas temporadas lideró a su equipo en anotación y rebotes, acabando su carrera con la mejor marca de rebotes en una temporada de la historia de los Bulldogs. En 1964 fue incluido en el mejor quinteto de la Missouri Valley Conference.

### Profesional
Fue elegido en la vigésimo quinta posición del Draft de la NBA de 1964 por San Francisco Warriors, donde jugó dos temporadas, siendo la más destacada la primera, en la que promedió 8,3 puntos y 6,3 rebotes por partido como suplente de Nate Thurmond.
Al año siguiente se produjo un Draft de Expansión por la llegada a la liga de un nuevo equipo, los Chicago Bulls, quienes lo eligieron para su plantilla. En los Bulls jugó otras dos temporadas, ganándose el puesto de titular en la segunda, cuajando su mejor campaña como profesional, tras promediar 12,7 puntos y 5,7 rebotes por partido.
Pero volvió a vivir una situación similar a la de dos años atrás, al no ser protegido por su equipo en el nuevo Draft de Expansión por la llegada de dos nuevos equipos a la competición, siendo elegido esta vez por los Phoenix Suns, quienes lo traspasaron mediada la temporada a los Detroit Pistons a cambio de Jim Fox. Tras una temporada y media volvió a verse involucrado en un nuevo Draft de Expansión, siendo en esta ocasión escogido por Cleveland Cavaliers, quienes en el mes de febrero lo traspasaron a Milwaukee Bucks a cambio de Gary Freeman. Se dio la circunstancia esa temporada de que fue el jugador que más partidos disputó durante la temporada de toda la liga, 86, cuando la liga regular de un equipo consta de 82 jornadas. Allí se unió a estrellas como Kareem Abdul-Jabbar y Oscar Robertson, con los que ganó ese año su primer y único anillo de campeón de la NBA tras derrotar en las finales a Baltimore Bullets. Mac contribuyó con 4,7 puntos y 3,8 rebotes por partido.
Tras ser despedido por los Bucks, en 1971 fichó como agente libre por Houston Rockets, retirándose al término de la temporada.

## Estadísticas de su carrera en la NBA

### Temporada regular
| Temporada | Edad | Equipo                 | Liga | P   | TIT | MIN  | TC  | TCA  | %TC  | 3P | 3PA | %3P | TL  | TLA | %TL  | R.OF. | R.DEF. | REB | ASIS | ROB | TAP | PER | FP  | PTS  |
| 1964-65   | 22   | San Francisco Warriors | NBA  | 78  |     | 22.2 | 3.1 | 9.3  | .337 |    |     |     | 2.0 | 2.8 | .714 |       |        | 6.3 | 1.0  |     |     |     | 2.9 | 8.3  |
| 1965-66   | 23   | San Francisco Warriors | NBA  | 80  |     | 18.3 | 2.8 | 6.6  | .426 |    |     |     | 1.8 | 2.4 | .743 |       |        | 6.1 | 0.7  |     |     |     | 2.5 | 7.4  |
| 1966-67   | 24   | Chicago Bulls          | NBA  | 79  |     | 17.5 | 3.3 | 8.5  | .385 |    |     |     | 2.7 | 3.4 | .772 |       |        | 4.7 | 0.8  |     |     |     | 2.4 | 9.2  |
| 1967-68   | 25   | Chicago Bulls          | NBA  | 76  |     | 27.6 | 4.9 | 12.4 | .398 |    |     |     | 2.8 | 3.6 | .779 |       |        | 5.7 | 1.7  |     |     |     | 2.9 | 12.7 |
| 1968-69   | 26   | TOTAL                  | NBA  | 81  |     | 20.0 | 3.5 | 8.9  | .391 |    |     |     | 2.1 | 2.6 | .790 |       |        | 5.0 | 1.2  |     |     |     | 2.3 | 9.0  |
| 1968-69   | 26   | Phoenix Suns           | NBA  | 31  |     | 22.9 | 4.5 | 11.8 | .385 |    |     |     | 2.7 | 3.5 | .773 |       |        | 5.4 | 1.6  |     |     |     | 2.4 | 11.8 |
| 1968-69   | 26   | Detroit Pistons        | NBA  | 50  |     | 18.2 | 2.8 | 7.1  | .396 |    |     |     | 1.7 | 2.1 | .808 |       |        | 4.7 | 0.9  |     |     |     | 2.3 | 7.3  |
| 1969-70   | 27   | Detroit Pistons        | NBA  | 73  |     | 19.5 | 3.2 | 6.8  | .466 |    |     |     | 1.6 | 2.0 | .821 |       |        | 4.6 | 1.1  |     |     |     | 2.2 | 8.0  |
| 1970-71   | 28   | TOTAL                  | NBA  | 86  |     | 26.2 | 3.5 | 9.2  | .385 |    |     |     | 2.4 | 3.0 | .782 |       |        | 6.6 | 2.4  |     |     |     | 2.7 | 9.4  |
| 1970-71   | 28   | Cleveland Cavaliers    | NBA  | 58  |     | 31.7 | 4.4 | 11.3 | .388 |    |     |     | 2.9 | 3.8 | .773 |       |        | 8.0 | 3.0  |     |     |     | 2.9 | 11.7 |
| 1970-71   | 28   | Milwaukee Bucks        | NBA  | 28  |     | 14.8 | 1.8 | 4.8  | .368 |    |     |     | 1.2 | 1.5 | .829 |       |        | 3.8 | 1.1  |     |     |     | 2.4 | 4.7  |
| 1971-72   | 29   | TOTAL                  | NBA  | 27  |     | 9.1  | 1.0 | 2.6  | .394 |    |     |     | 0.7 | 0.9 | .833 |       |        | 2.7 | 0.8  |     |     |     | 1.2 | 2.8  |
| 1971-72   | 29   | Milwaukee Bucks        | NBA  | 10  |     | 9.9  | 0.9 | 2.8  | .321 |    |     |     | 1.1 | 1.2 | .917 |       |        | 3.4 | 1.2  |     |     |     | 1.8 | 2.9  |
| 1971-72   | 29   | Houston Rockets        | NBA  | 17  |     | 8.6  | 1.1 | 2.5  | .442 |    |     |     | 0.5 | 0.7 | .750 |       |        | 2.3 | 0.6  |     |     |     | 0.9 | 2.8  |
| Total     |      |                        | NBA  | 580 |     | 21.1 | 3.4 | 8.5  | .394 |    |     |     | 2.1 | 2.8 | .771 |       |        | 5.5 | 1.3  |     |     |     | 2.5 | 8.8  |

### Playoffs
| Temporada | Edad | Equipo          | Liga | P  | MIN | TCA | TC | 3PA | 3P | TLA | TL | R.OF. | REB | ASIS | ROB | TAP | PER | FP | PTS | %TC  | %3P | %FT  | MIN  | PTS  | REB | AST |
| 1966-67   | 24   | Chicago Bulls   | NBA  | 3  | 45  | 12  | 30 |     |    | 13  | 15 |       | 9   | 4    |     |     |     | 5  | 37  | .400 |     | .867 | 15.0 | 12.3 | 3.0 | 1.3 |
| 1967-68   | 25   | Chicago Bulls   | NBA  | 5  | 142 | 19  | 49 |     |    | 16  | 21 |       | 24  | 5    |     |     |     | 18 | 54  | .388 |     | .762 | 28.4 | 10.8 | 4.8 | 1.0 |
| 1970-71   | 28   | Milwaukee Bucks | NBA  | 10 | 52  | 3   | 12 |     |    | 1   | 2  |       | 16  | 8    |     |     |     | 8  | 7   | .250 |     | .500 | 5.2  | 0.7  | 1.6 | 0.8 |
| Total     |      |                 | NBA  | 18 | 239 | 34  | 91 |     |    | 30  | 38 |       | 49  | 17   |     |     |     | 31 | 98  | .374 |     | .789 | 13.3 | 5.4  | 2.7 | 0.9 |